# Christoph Müller (sauteur à ski)
Pour les articles homonymes, voir Christoph Müller.
Christoph Müller parfois écrit Christoph Mueller, est un sauteur à ski autrichien né le 5 juillet 1968 à Klagenfurt.

## Coupe du Monde
- Meilleur classement final : 70e en 1987.
- Meilleur résultat : 12e.

## Coupe Continentale
- 3e en 1993.